# وينكفيلد (باركشير)
وينكفيلد (بالإنجليزية: Winkfield)‏ هي قرية و أبرشية مدنية تقع في المملكة المتحدة في إنجلترا.  يقدر عدد سكانها بـ 15,271 نسمة .